# Précy-sur-Vrin
Précy-sur-Vrin este o comună în departamentul Yonne, Franța. În 2009 avea o populație de 479 de locuitori.

## Evoluția populației
| An        | 1975 | 1982 | 1990 | 1999 | 2006 | 2009 |
| --------- | ---- | ---- | ---- | ---- | ---- | ---- |
| Populație | 387  | 382  | 421  | 455  | 481  | 479  |